# Мерле Паюла
Мерле Паюла (ест. Merle Pajula) — естонська дипломатка. Постійний представник Естонії при Організації Об'єднаних Націй (2000—2004). Надзвичайний і Повноважний Посол Естонії в Швеції (2015—2019).

## Життєпис
З 1992 по 1995 рік працювала в Департаменті преси та інформації МЗС Естонії, з 1995 по 1998 була радником з преси та інформації в посольстві Естонії в Гельсінкі, а з 1998 по 2000 рр. Генеральний директор Департаменту преси та інформації МЗС. З 2000 по 2004 рік Паюла була Надзвичайним і Повноважним Послом, Постійний представник Естонії при Організації Об'єднаних Націй в Нью-Йорку, з 2004 по 2006 працювала директором Департаменту зовнішніх зносин Канцелярії Рійгікогу, а з 2010 р. Надзвичайний і Повноважний Посол у Фінляндській Республіці, з 2010 по 2012 рр. на посаді директора аналітичного відділу Відділу планування політики, а з 2012 по 2014 рр. — Директора Відділу планування політики МЗС Естонії.
З 2015 року — Надзвичайний і Повноважний Посол Естонії в Швеції, 30 січня 2015 року Мерле Паюла вручила вірчі грамоти шведському королю Карлу XVI Густаву.